# 特勒比茨
特勒比茨（德語：Tröbitz）是德国勃兰登堡州的市镇，隶属于易北-埃尔斯特县，总面积为10.59平方千米，截至2020年总人口为685人。